# Avon (Deux-Sèvres)
Avon is een gemeente in het Franse departement Deux-Sèvres (regio Nouvelle-Aquitaine) en telt 81 inwoners (2009). De plaats maakt deel uit van het arrondissement Niort.

## Geografie
De oppervlakte van Avon bedraagt 12,7 km², de bevolkingsdichtheid is dus 6,4 inwoners per km².
De onderstaande kaart toont de ligging van Avon (Deux-Sèvres) met de belangrijkste infrastructuur en aangrenzende gemeenten.

## Demografie
Onderstaande figuur toont het verloop van het inwonertal (bron: INSEE-tellingen).

1. ↑  Populations de référence 2022.